# Tacuna saltensis
Tacuna saltensis är en spindelart som beskrevs av Galiano 1995. Tacuna saltensis ingår i släktet Tacuna och familjen hoppspindlar. Inga underarter finns listade i Catalogue of Life.